# Meligethes symphyti
Meligethes symphyti är en skalbaggsart som först beskrevs av Oswald Heer 1841.  Meligethes symphyti ingår i släktet Meligethes, och familjen glansbaggar. Arten är reproducerande i Sverige.